# Resolución 1253 del Consejo de Seguridad de las Naciones Unidas
La resolución 1253 del Consejo de Seguridad de las Naciones Unidas, adoptada sin votación el 28 de julio de 1999, después de examinar la solicitud del Reino de Tonga para la membresía en las Naciones Unidas, el Consejo recomendó a la Asamblea General que Tonga fuese admitida.